# Povilas Lukšys (piłkarz)
Povilas Lukšys (ros. Повилас Лукшис, ur. 7 lipca 1979 w Przełajach) – litewski piłkarz występujący na pozycji napastnika, reprezentant Litwy w latach 2006–2009.

## Kariera klubowa
Trzykrotny król strzelców A lygi, mistrz Litwy, dwukrotny zdobywca Pucharu Litwy.

## Kariera reprezentacyjna
W latach 2006–2009 zanotował 4 występy w reprezentacji Litwy.

## Sukcesy

### Zespołowe
Ekranas Poniewież
- mistrzostwo Litwy: 2005
- Puchar Litwy: 2000

Sūduva Mariampol
- Puchar Litwy: 2009

### Indywidualne
- król strzelców A lygi: 2004 (19 goli), 2007 (26 goli), 2010 (16 goli)